# Bruce Biddle
Bruce Biddle (* 2. November 1949 in Warkworth) ist ein ehemaliger neuseeländischer Radrennfahrer und nationaler Meister im Radsport.

## Sportliche Laufbahn
Biddle wurde 1969 neuseeländischer Meister im Straßenrennen der Amateure. Ein Jahr später siegte er im Straßenrennen der Commonwealth-Spiele vor Ray Bilney und gewann zwei Etappen der Irland-Rundfahrt. Er blieb in den folgenden Jahren in Europa, um dort Radrennen zu bestreiten. 1971 wurde er Dritter in der Irland-Rundfahrt. Er war Olympiateilnehmer in München 1972. Bei den Olympischen Sommerspielen 1972 wurde er Vierter im Straßenrennen. Durch die nachträgliche Disqualifikation von Jaime Huélamo wurde er als Dritter des olympischen Rennens platziert, er erhielt jedoch keine Bronzemedaille, da er als Vierter keinen Dopingtest absolviert hatte. 1973 gewann er den Piccolo Giro di Lombardia, die Lombardei-Rundfahrt für Amateure. In der folgenden Saison wurde er Berufsfahrer im italienischen Radsportteam Magniflex. Bis zum Ende seiner Laufbahn 1979 fuhr er in italienischen Teams. Zweimal fuhr er den Giro d’Italia, 1978 wurde er 34. im Endklassement.